# Law & Order
Law & Order (no Brasil e em Portugal, Lei & Ordem) é uma série policial dos Estados Unidos. Estreou no dia 13 de setembro de 1990. Criada por Dick Wolf e transmitida pela NBC, tem como cenário a cidade de Nova Iorque. Aborda os complexos casos policiais que envolvem a metrópole e os esforços dos policiais e dos promotores de justiça em solucioná-los.
O sucesso da série possibilitou o surgimento de outras séries que também carregam o nome Law & Order, iniciando uma lucrativa e duradoura franquia. A série foi renovada para uma 20ª temporada, empatando no recorde que antes pertencia somente à Gunsmoke de drama americano do horário nobre que está há mais tempo no ar. Foi cancelada no dia 14 de maio de 2010, tendo seu último episódio exibido no dia 24 de maio de 2010.

## Exibição
Law & Order é atualmente a série de drama americana que esteve há mais tempo no ar (juntamente com Gunsmoke). Seu episódio piloto foi produzido para ser vendido para a CBS em 1988, mas foi rejeitada pela emissora. Em 1990, a rede NBC comprou a série e exibiu o piloto posteriormente como o número 6 da 1ª temporada. O show é produzido pela Universal Media Studios e é conhecida pelas sua inúmeras reprises que compõe a grade de canais a cabo pelo mundo todo. De acordo com estimativas realizadas em 2005, a Franquia Law & Order gera em torno de US$ 1 bilhão anuais para a Universal Media Studios e para os canais parceiros. Law & Order tem sido filmada no formato widescreen desde a 5ª temporada, de acordo com informações do DVD.
No Brasil já foi apresentada no canal a cabo Universal Channel. No sistema aberto, já foi transmitida pela Rede Record, Band, Rede Globo, Rede Manchete, Rede CNT e pela Rede Família. Está disponível atualmente no streaming pelo Amazon Prime Video, a partir da 6ª temporada. Em Portugal é transmitida pelo canal a cabo AXN.
No dia 14 de maio de 2010, a NBC anunciou seu cancelamento após divergências nos acordos entre a emissora e os produtores. No mesmo dia anunciaram a renovação de Law & Order: Special Victims Unit para uma 12ª temporada e a escolha de Law & Order: Los Angeles para a temporada 2010-2011.
A série voltou a ser produzida em 2022, após um hiato de 12 anos, contando com Sam Waterston do elenco original da série.

## Formato
A série tem aproximadamente uma hora de duração, sendo a primeira meia-hora uma investigação policial de um crime, dentro da multi-cultural cidade, e, em geral, a segunda meia-hora mostra os dilemas e frustrações dos promotores que irão tentar incriminar os réus, nem sempre com sucesso.
Todo episódio, com exceção de alguns, inicia-se com uma narração feita por Steven Zirnkilton:
| “ | No sistema judiciário criminal, o povo é representado por dois grupos distintos porém igualmente importantes: a polícia, que investiga os crimes, e os promotores de justiça que processam os autores. Estas são as suas histórias. | ” |

## Personagens e elenco
A série é marcada por ter um elenco em constante mudança. Sempre com seis personagens regulares, a série já contou com inúmeros atores agora mundialmente conhecidos como Benjamin Bratt, Angie Harmon, Jill Hennessy, entre outros. A seguir um quadro discriminando as personagens, os cargos e os atores que as interpretam:
| Temporada | Detetive sênior                            | Detetive júnior                                                      | Comandante da polícia                                                          | Promotor assistente executivo | Promotor assistente             | Promotor de justiça                 | Estrelando também                         |
| --------- | ------------------------------------------ | -------------------------------------------------------------------- | ------------------------------------------------------------------------------ | ----------------------------- | ------------------------------- | ----------------------------------- | ----------------------------------------- |
| 1         | Sgt. Max Greevey (George Dzundza)          | Mike Logan (Chris Noth)                                              | Cap. Donald Cragen (Dann Florek)                                               | Ben Stone (Michael Moriarty)  | Paul Robinette (Richard Brooks) | Adam Schiff (Steven Hill)           |                                           |
| 2         | Sgt. Phil Cerreta (Paul Sorvino)           | Mike Logan (Chris Noth)                                              | Cap. Donald Cragen (Dann Florek)                                               | Ben Stone (Michael Moriarty)  | Paul Robinette (Richard Brooks) | Adam Schiff (Steven Hill)           |                                           |
| 3         | Sgt. Phil Cerreta (Paul Sorvino)           | Mike Logan (Chris Noth)                                              | Cap. Donald Cragen (Dann Florek)                                               | Ben Stone (Michael Moriarty)  | Paul Robinette (Richard Brooks) | Adam Schiff (Steven Hill)           | Dra. Elizabeth Olivet (Carolyn McCormick) |
| 3         | Lennie Briscoe (Jerry Orbach)              | Mike Logan (Chris Noth)                                              | Cap. Donald Cragen (Dann Florek)                                               | Ben Stone (Michael Moriarty)  | Paul Robinette (Richard Brooks) | Adam Schiff (Steven Hill)           | Dra. Elizabeth Olivet (Carolyn McCormick) |
| 4         | Ten. Anita Van Buren (S. Epatha Merkerson) | Mike Logan (Chris Noth)                                              | Claire Kincaid (Jill Hennessy)                                                 | Ben Stone (Michael Moriarty)  |                                 | Adam Schiff (Steven Hill)           | Dra. Elizabeth Olivet (Carolyn McCormick) |
| 5         | Ten. Anita Van Buren (S. Epatha Merkerson) | Mike Logan (Chris Noth)                                              | Claire Kincaid (Jill Hennessy)                                                 | Jack McCoy (Sam Waterston)    |                                 | Adam Schiff (Steven Hill)           |                                           |
| 6         | Ten. Anita Van Buren (S. Epatha Merkerson) | Rey Curtis (Benjamin Bratt)                                          | Claire Kincaid (Jill Hennessy)                                                 | Jack McCoy (Sam Waterston)    |                                 | Adam Schiff (Steven Hill)           |                                           |
| 7         | Ten. Anita Van Buren (S. Epatha Merkerson) | Rey Curtis (Benjamin Bratt)                                          | Jamie Ross (Carey Lowell)                                                      | Jack McCoy (Sam Waterston)    |                                 | Adam Schiff (Steven Hill)           |                                           |
| 8         | Ten. Anita Van Buren (S. Epatha Merkerson) | Rey Curtis (Benjamin Bratt)                                          | Jamie Ross (Carey Lowell)                                                      | Jack McCoy (Sam Waterston)    |                                 | Adam Schiff (Steven Hill)           |                                           |
| 9         | Ten. Anita Van Buren (S. Epatha Merkerson) | Rey Curtis (Benjamin Bratt)                                          | Abbie Carmichael (Angie Harmon)                                                | Jack McCoy (Sam Waterston)    |                                 | Adam Schiff (Steven Hill)           |                                           |
| 10        | Ten. Anita Van Buren (S. Epatha Merkerson) | Ed Green (Jesse L. Martin)                                           | Abbie Carmichael (Angie Harmon)                                                | Jack McCoy (Sam Waterston)    |                                 | Adam Schiff (Steven Hill)           |                                           |
| 11        | Ten. Anita Van Buren (S. Epatha Merkerson) | Ed Green (Jesse L. Martin)                                           | Abbie Carmichael (Angie Harmon)                                                | Jack McCoy (Sam Waterston)    | Nora Lewin (Dianne Wiest)       |                                     |                                           |
| 12        | Ten. Anita Van Buren (S. Epatha Merkerson) | Ed Green (Jesse L. Martin)                                           | Serena Southerlyn (Elisabeth Röhm)                                             | Jack McCoy (Sam Waterston)    | Nora Lewin (Dianne Wiest)       |                                     |                                           |
| 13        | Ten. Anita Van Buren (S. Epatha Merkerson) | Ed Green (Jesse L. Martin)                                           | Serena Southerlyn (Elisabeth Röhm)                                             | Jack McCoy (Sam Waterston)    | Arthur Branch (Fred Thompson)   |                                     |                                           |
| 14        | Ten. Anita Van Buren (S. Epatha Merkerson) | Ed Green (Jesse L. Martin)                                           | Serena Southerlyn (Elisabeth Röhm)                                             | Jack McCoy (Sam Waterston)    | Arthur Branch (Fred Thompson)   |                                     |                                           |
| 15        | Ten. Anita Van Buren (S. Epatha Merkerson) | Ed Green (Jesse L. Martin)                                           | Serena Southerlyn (Elisabeth Röhm)                                             | Jack McCoy (Sam Waterston)    | Arthur Branch (Fred Thompson)   | Joe Fontana (Dennis Farina)         |                                           |
| 15        | Ten. Anita Van Buren (S. Epatha Merkerson) | Ed Green (Jesse L. Martin)                                           | Serena Southerlyn (Elisabeth Röhm)1-13 & Alexandra Borgia (Annie Parisse)14-24 | Jack McCoy (Sam Waterston)    | Arthur Branch (Fred Thompson)   | Joe Fontana (Dennis Farina)         |                                           |
| 15        | Ten. Anita Van Buren (S. Epatha Merkerson) | Ed Green (Jesse L. Martin)1_20 & Nick Falco (Michael Imperioli)21-24 |                                                                                | Jack McCoy (Sam Waterston)    | Arthur Branch (Fred Thompson)   | Joe Fontana (Dennis Farina)         |                                           |
| 16        | Ten. Anita Van Buren (S. Epatha Merkerson) | Ed Green (Jesse L. Martin)                                           |                                                                                | Jack McCoy (Sam Waterston)    | Arthur Branch (Fred Thompson)   | Joe Fontana (Dennis Farina)         |                                           |
| 17        | Ten. Anita Van Buren (S. Epatha Merkerson) | Ed Green (Jesse L. Martin)                                           | Nina Cassady (Milena Govich)                                                   | Jack McCoy (Sam Waterston)    | Arthur Branch (Fred Thompson)   | Connie Rubirosa (Alana de la Garza) |                                           |
| 18        | Ten. Anita Van Buren (S. Epatha Merkerson) | Ed Green (Jesse L. Martin)                                           | Cyrus Lupo (Jeremy Sisto)                                                      | Michael Cutter (Linus Roache) | Jack McCoy (Sam Waterston)      | Connie Rubirosa (Alana de la Garza) |                                           |
| 18        | Ten. Anita Van Buren (S. Epatha Merkerson) | Cyrus Lupo (Jeremy Sisto)                                            | Kevin Bernard (Anthony Anderson)                                               | Michael Cutter (Linus Roache) | Jack McCoy (Sam Waterston)      | Connie Rubirosa (Alana de la Garza) |                                           |
| 19        | Ten. Anita Van Buren (S. Epatha Merkerson) | Cyrus Lupo (Jeremy Sisto)                                            | Kevin Bernard (Anthony Anderson)                                               | Michael Cutter (Linus Roache) | Jack McCoy (Sam Waterston)      | Connie Rubirosa (Alana de la Garza) |                                           |
| 20        | Ten. Anita Van Buren (S. Epatha Merkerson) | Cyrus Lupo (Jeremy Sisto)                                            | Kevin Bernard (Anthony Anderson)                                               | Michael Cutter (Linus Roache) | Jack McCoy (Sam Waterston)      | Connie Rubirosa (Alana de la Garza) |                                           |

## Spin-offse adaptações
Law & Order se tornou um grande fenômeno nos Estados Unidos. Tamanho sucesso gerou várias séries derivadas (spin-offs). O primeiro foi Law & Order: Special Victims Unit, que estreou em 1999. Law & Order: Criminal Intent estreou no ano de 2001 e teve 10 temporadas, tendo sido finalizada em 2011. Law & Order: Trial by Jury durou somente uma temporada devido aos baixos índices de audiência. Law & Order: Los Angeles é última "cria" da franquia, estreando na fall season de 2010. Além dos spin-offs, versões internacionais também foram realizadas. A França foi a primeira a ter sua própria franquia: Paris enquêtes criminelles (exibida na TF1) é uma adaptação de Criminal Intent ambientada em Paris. SVU e Criminal Intent também tiveram suas versões russas. A última adaptação foi a britânica, Law & Order: UK, que é uma versão da série original.

### Spin-offs
- Law & Order: Special Victims Unit (1999-presente)
- Law & Order: Criminal Intent (2001-2011)
- Law & Order: Trial by Jury (2005)
- Law & Order: Los Angeles (2010-2011)
- Law & Order: True Crime (2017)

### Adaptações internacionais
- закон и порядок: отдел оперативных расследований (2007-2008)
- Закон и порядок: преступный умысел (2007-2009)
- Paris enquêtes criminelles (2007-2008)
- Law & Order: UK (2009-2014)